# Dipoena destricta
Dipoena destricta là một loài nhện trong họ Theridiidae.
Loài này thuộc chi Dipoena. Dipoena destricta được Eugène Simon miêu tả năm 1903.